# 施崇棠
施崇棠（英文名：Jonney Shih，1952年8月12日—），生於彰化鹿港，現任華碩電腦、華芸科技董事長。

## 生平
施崇棠生於公務員家庭，父親施議藩曾於彰化縣稅捐稽徵處總務部門任職。求學時期就讀國立彰化高中，畢業自國立台灣大學電機系，並於國立交通大學管理研究所進修，取得碩士學位。27歲進入宏碁，跟隨施振榮，擔任系統電腦事業群副總經理，直至1992年以研發長身份離職，加入當時仍是新創公司的華碩至今。

### 創立華碩
1989年施崇棠出資與手下四位工程師廖敏雄、謝偉琦、童子賢、徐世昌創立華碩電腦，並於1993年出任董事長，經歷三十年產業快速變化及挑戰，成為全球主機板第一大，消費性筆記型電腦前三大的國際品牌公司，並榮登美國《財富》雜誌「全球最受推崇企業」排行榜及美國《富比士》雜誌「全球最受信賴企業」排行榜。自2013年起，更連續六年蟬連台灣二十大國際品牌冠軍，成為台灣最有價值國際品牌。
而談到華碩的蛻變與崛起，不得不提到施崇棠在企業內部推動的「設計思維」革命，強調「以人為本」及「體驗至上」，鼓勵同仁理性感性兼備、左腦右腦並用，挑戰難行門，追尋無與倫比，致力為消費者打造全方位數位生活體驗，同時施崇棠深信華碩最重要的資產是人才，因此也將今日成果歸功於全體華碩人的共同努力與最根本的企業文化—華碩DNA：華碩五德、崇本務實、精實思維、創新惟美。
在施崇棠領導下，2006年華碩Eee PC誕生，開拓全球個人小筆電藍海市場；2008年擘劃華碩品牌與代工事業分割藍圖，使華碩具備更精準的產業定位及品牌價值溪流；2014年打造奢華眾享的智慧型手機ZenFone；2016年更催生華碩首款家庭機器人Zenbo，逐步實現讓機器人走入千家萬戶夢想；2018年則推出首款電競手機ROG Phone，並獲得眾多國際媒體高度評價。
2019年華碩成立三十周年，施崇棠再次於企業內部推動「眾智」(Wiser Together)理念，期勉同仁發揮眾智，共創榮耀，同時秉持最初始的工程師精神，與團隊共同推出新一代ZenFone 6智慧型手機、ZenBook Pro Duo筆記型電腦，以及第二代ROG Phone電競手機等話題商品，宣告邁向下一個里程碑。

## 外部連結
- 華碩電腦ASUSTek Computer Inc. （页面存档备份，存于）
- Sweetly Disruptive Technology (Forbes, 2008.11.05) （页面存档备份，存于）
- The man behind the netbook craze (FORTUNE, 2009.11.20) （页面存档备份，存于）
- Five Jaw-Dropping Asus Designs (Forbes, 2010.01.09)
- MOST CREATIVE PEOPLE 2010 - Jonney Shih (FAST COMPANY, 2010) （页面存档备份，存于）
- How to build your own $23 billion company (FORTUNE, 2010.03.29) （页面存档备份，存于）
- How tech giant Asus is staying competitive (CNBC, 2013.10.04) （页面存档备份，存于）
- The past, present and future of ASUS, according to its chairman (engadget, 2015.08.16) （页面存档备份，存于）
- ASUS' $599 home robot is smarter than it looks (engadget, 2016.06.02) （页面存档备份，存于）
- Asus' Jonney Shih on product design and artificial intelligence (COMPUTERWORLD, 2016.06.09) （页面存档备份，存于）
- 'Design thinking' can bring a paradigm shift, says Asus chief (NIKKEI ASIAN REVIEW, 2016.11.09) （页面存档备份，存于）
- Jonney Shih of Asus wants to put a robot in your home (T3, 2017.09.27) （页面存档备份，存于）